# 哥伦布纪念碑 (巴塞罗那)

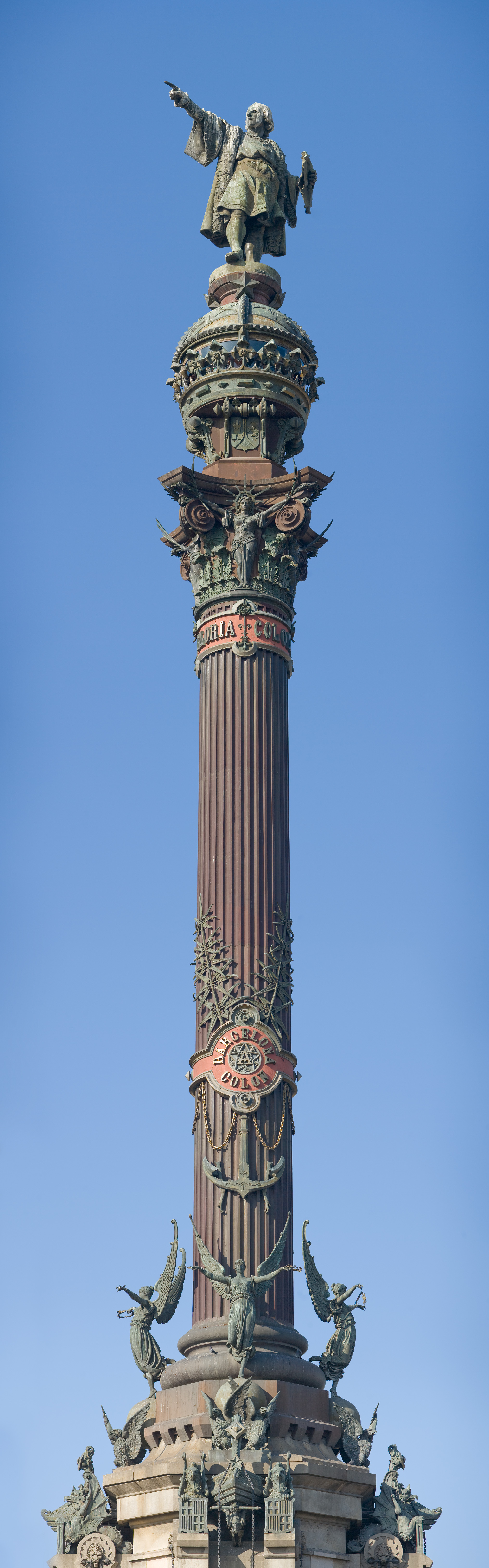
哥伦布纪念碑

哥伦布纪念碑是西班牙巴塞罗那的一座纪念碑，高60米，纪念克里斯托弗·哥伦布。它位于兰布拉大道东南端，位于哥伦布第一次航行到达美洲后返回西班牙的地点。纪念碑提醒人们，巴塞罗那就是克里斯托弗·哥伦布在最著名的航行后向伊莎贝拉一世和斐迪南二世报告的地点。。同时，这座哥伦布纪念碑顶部的哥伦布雕像是西班牙境内唯一一尊没有指向美洲大陆方向的哥伦布雕像。相反，站在碑顶的哥伦布手指的方向是非洲北部国家阿尔及利亚。